# Chemin de fer forestier de Barr
Le chemin de fer forestier de Barr (en allemand : Waldeisenbahn Welschbruch) est une ancienne ligne ferroviaire à voie étroite destinée à l'exploitation de la forêt de Barr, sur la façade orientale du massif des Vosges. Il a été en service de 1889 à 1906 alors que l'Alsace faisait partie de l'Empire allemand.

## Histoire
L’industrie du bois étant devenue florissante au XIXe siècle, l'exploitation de la forêt vosgienne avait du mal à suivre la demande du fait de questions de transport de la matière première.
Son transport s'effectuait généralement sur schlitte, ce qui nécessitait du personnel vigoureux et téméraire (les accidents n'étaient pas rares).
Les besoins ne cessant de croître et devant la carence de volontaires, les communes de Barr, Bourgheim, Gertwiller, Goxwiller et Heiligenstein ont décidé de faire construire un chemin de fer pour descendre plus surement et rapidement le bois des forêts. Le projet retenu a été celui du garde-forestier en chef Rebmann, alors également président du Club vosgien.
Le chantier démarre en 1887. Un premier tronçon est bâti ; il relie le Holzplatz, là où était déchargé le bois des schlittes, au Pfostenhiesel, une maison forestière où le chemin de schlittage devenait trop pentu pour que la voie ferrée puisse le suivre.
En 1888, la voie ferrée est prolongée jusqu’au Welschbruch, un lieu-dit qui était depuis 1860 la destination d'un tronçon ferré, le Schienenweg, qui menait jusqu’à l’aplomb du col de la Rothlach (entre Champ du Feu et Klingenthal).
L'inauguration officielle de la ligne a lieu le 16 juillet 1889 ; elle est accompagnée d'« une fête comme jamais » (« Ein Fest wie noch nie » selon le Barrer Kantonsblatt, une gazette locale).
D'après le devis initial de l’entrepreneur, le projet devait coûter 63 000 marks. En fait selon ses détracteurs, plus de 100 000 marks auraient été dépensés.
Le retour sur investissement a été longuement discuté.
En 1893, un projet d’extension vers le Hohwald est lancé ; le transport de voyageurs a même été envisagé.
En 1904, il est question de motoriser l’ensemble, de rejoindre le mont Sainte-Odile.
Las, le train forestier de Barr va être abandonné dès 1906, victime des progrès des travaux de voirie et d'ouvrages d'art qui permettent d’ouvrir à moindre coût des routes forestières atteignant les fins fonds du massif vosgien.

## Tracé et finalité
À l’époque de tels projets ne sont pas rares dans le massif des Vosges : on trouve également des chemins forestiers à Schirmeck et à Abreschviller.
Celui de Barr avait un parcours en lacets de 6,3 km de long sur un dénivelé de 445 m, avec une pente moyenne de 7 %. La partie basse du parcours suivait peu ou prou le lit de la Kirneck (de), un affluent de l'Andlau.
De par cette géométrie, les convois n'avaient pas besoin de motrice et descendaient la pente mus par la gravité, uniquement contrôlés par un Bremmser (un « freineur ») chargé de réduire sa vitesse pour négocier les courbes et gérer l'arrivée du convoi.
Chaque convoi était à l'origine constitué de six wagons plats, pouvant chacun contenir jusqu'à quatre stères de bûches, qui étaient chargés au point haut du parcours et déchargés en son point bas. Là, le bois était conduit à la gare de Barr au moyen de chariots à bœufs.
Un convoi nécessitait pas loin d'une demi-heure pour descendre (vitesse moyenne : 12-13 km/h). Une fois déchargé, il était remonté à la plateforme de chargement à l'aide de chevaux de trait.
Par la suite, des wagonnets adaptés au transport de grumes jusqu'à 30 m de long furent également utilisés.